# Campeonato europeo de hockey sobre patines masculino de 1983
El XXXVI Campeonato europeo de hockey sobre patines masculino de 1983 se celebró en Vercelli (Italia) del 2 al 9 de octubre de 1983. Fue organizado por el Comité Europeo de Hockey sobre Patines. La selección de España ganó su octavo título.

## Equipos participantes
|              |
| Alemania     |
| España       |
| Francia      |
| Inglaterra   |
| Italia       |
| Países Bajos |
| Portugal     |
| Suiza        |

## Resultados
|              | Bandera de Inglaterra | Bandera de Francia | Bandera de Suiza | Bandera de Alemania | Bandera de los Países Bajos | Bandera de Italia | Bandera de Portugal | Bandera de España |
| ------------ | --------------------- | ------------------ | ---------------- | ------------------- | --------------------------- | ----------------- | ------------------- | ----------------- |
| Inglaterra   |                       |                    |                  |                     |                             |                   |                     |                   |
| Francia      | 6-3                   |                    |                  |                     |                             |                   |                     |                   |
| Suiza        | 5-4                   | 4-3                |                  |                     |                             |                   |                     |                   |
| Alemania     | 5-3                   | 9-3                | 5-1              |                     |                             |                   |                     |                   |
| Países Bajos | 3-1                   | 6-2                | 3-3              | 4-0                 |                             |                   |                     |                   |
| Italia       | 9-0                   | 5-0                | 5-0              | 6-2                 | 6-0                         |                   |                     |                   |
| Portugal     | 10-2                  | 20-1               | 8-0              | 6-3                 | 2-0                         | 4-1               |                     |                   |
| España       | 7-1                   | 8-3                | 11-1             | 9-4                 | 7-1                         | 0-0               | 5-2                 |                   |

## Clasificación
| Equipo       | Pts | PJ | PG | PE | PP | GF | GC | DG  |
| ------------ | --- | -- | -- | -- | -- | -- | -- | --- |
| España       | 13  | 7  | 6  | 1  | 0  | 47 | 12 | +35 |
| Portugal     | 12  | 7  | 6  | 0  | 1  | 52 | 12 | +40 |
| Italia       | 11  | 7  | 5  | 1  | 1  | 32 | 6  | +26 |
| Países Bajos | 7   | 7  | 3  | 1  | 3  | 17 | 21 | -4  |
| Alemania     | 6   | 7  | 3  | 0  | 4  | 28 | 32 | -4  |
| Suiza        | 5   | 7  | 2  | 1  | 4  | 14 | 39 | -25 |
| Francia      | 2   | 7  | 1  | 0  | 6  | 18 | 55 | -37 |
| Inglaterra   | 0   | 7  | 0  | 0  | 7  | 14 | 45 | -31 |